# Centro de Treinamento Arremessando para o Futuro
O Centro de Treinamento Arremessando para o Futuro, ou simplesmente Cetaf, ou ainda Cetaf Vila Velha, é um clube de basquetebol brasileiro, com sede em Vila Velha no Espírito Santo.

## História (equipe masculina)
Fundado em 2000, o time começou a dar os primeiros passos rumo ao profissionalismo em 2002. A primeira participação em uma competição nacional de elite foi no Campeonato Nacional de Basquete Masculino de 2007, sendo seu primeiro nome fantasia Cetaf/Garoto/UVV, o segundo Cetaf/UVV/CST/PMVV e o terceiro Vila Velha/Garoto/UVV na terceira, quarta e quinta edições do Novo Basquete Brasil.
Em 2012, o Cetaf conquistou o tricampeonato do Campeonato Capixaba, derrotando a equipe do Vitória/Cecre por 89 a 36 no Ginásio Jones dos Santos Neves em Vitória.
No NBB 2013-14, o Vila Velha Cetaf passou a ter o nome fantasia de Espírito Santo Basquetebol por contar com os apoios das prefeituras de Vila Velha e Vitória e do Governo do Estado. Com a parceria entre as prefeituras e o Governo do Estado, o Espírito Santo Basquete mandou os seus jogos nos ginásios do Tartarugão, em Vila Velha, e no Tancredão, em Vitória. Além da mudança de nome, o Cetaf também passou a usar as cores do estado no escudo e nos seus uniformes. O primeiro tinha como cor predominante o branco, com detalhes em azul marinho. O segundo uniforme fazia referência à bandeira do Espírito Santo e trazia o azul, branco e rosa.
Terminou o campeonato na última colocação e foi rebaixado para a Liga Ouro de Basquete de 2015. Em 2015, não consegue apoio suficiente para disputar a Liga Ouro.

## Títulos (masculino)

### Estaduais
- Campeonato Capixaba: 3 (2010, 2011, 2012)

### Outros torneios
- Torneio Aberto: 2004
- Copa Vitória: 2004
- Torneio de Ano Novo: 2007

### Categoria de Base
- Copa Brasil Sub-15: 2019

## Últimas temporadas
Legenda:
| Campeão Vice-campeão | Classificado à Liga das Américas Classificado à Liga Sul-Americana |

Atualizado: 10/01/2014